# Давид II (цар Картлі)
Давид II (*დავით II, д/н —937) — цар Картлі у 923—937 роках.

## Життєпис
Походив з роду куропалатів Багратіоні. Старший син Адарнасе II, царя Картлі. Давид фактично став співправителем ще за життя батька. Втім після його смерті у 923 році опинився в складній ситуація: держава була послаблена протистоянням з Абхазією, Вірменією та державою Саджидів. Водночас владу Давида II став оскаржувати брат Ашот II, який отримав від Візантії титул куропалата, та Гурген II з династії Гурамідів, що правив в князівстві Тао. Нижнє Тао було захоплено Абхазією.
Постійна боротьба з Ашотом II і Гургеном II, в яку втручалася Візантія та Саджиди значно послабили владу Давида II, царська влада якого стала суто номінальною. В результаті під його владою опинилися лише області Квелі-Джавахеті. Спроба відновити контроль над усією колишньою Іберією виявилася невдалою. Помер у 937 році. Його володіння успадкував брат Сумбат I, що відмовився від титулу царя.